# 原田満祐
原田 満典 MBE（はらだ みつすけ、1928年11月16日 - 2021年2月26日）は、松濤會空手の師範。ブラジルに松濤會空手を紹介し、イギリスに拠点を置いていた。彼は1965年に空手道松濤会を設立し、その会長を務めている。1956年、船越義珍より五段を授与された。  

## 経歴
1928年11月16日、当時大日本帝国の一部であった満州（関東州）大連で生まれる。父親は大日本帝国陸軍将校であった 。家族が東京に戻る9歳まで彼はそこに住んでいた。1943年に東京都豊島区 雑司が谷の松濤館空手道場で空手の稽古を開始。当時四段だった廣西元信から稽古を受けた。後に原田は病で床に伏す2年前だった船越義豪と出会った。1945年4月29日、東京に対する連合国の爆撃により、松濤館道場が破壊された。原田は船越義珍にこれからも訓練を続けたいと手紙を書き、船越は小石川にある長男の家に原田を招待して稽古を続けさせた。原田は船越に師事した。
1948年、原田は早稲田大学で経済学と商業を学び始めた 大学では、船越（土曜日）と鎌田俊夫（渡辺）の両方で研修を行い、大島劼と親しくなる。1949年、日本空手協会（JKA）が設立。このころ原田は船越にタクシーで船越し送りしていた 。 また、江上茂（当時は商売も勉強）や奥山忠男と連絡を取り、早稲田在学中に三段に昇段した。原田は両者の下で訓練し、空手のスタイルに大きな影響をうける。原田は1953年に卒業て商学士号を取得し、1955年に修士号を取得 。大学院での研究中、中山正敏が米軍人に空手を教えるのを手伝っていた。

### ブラジル
原田は院修了後、ブラジルのサンパウロにあるバンク・オブ・サウスアメリカに就任。そこにいるマネージャーは、彼の新入生の武道訓練として彼にデモンストレーションを行うように頼んだ。これに続いて、同僚や他の従業員は彼の指導の下でトレーニングを始めた。当初、空手道は柔道場で行われた。原田は船越にJKAとの提携を要請するために手紙を書いたが、後者は明らかに空手組織を始めるように助言するように返信した。これが空手道松濤館ブラジレオの誕生であった。
1956年、船越は原田に五段を授与し、これは松濤館空手の最高ランクであった。彼は今日まで同じランクを維持しており、五段は依然として組織（KDS）で達成可能な最高ランクである。1957年4月、原田は江上から船越義珍が亡くなったという電報を受け取った。その後の政治的問題により、原田を含む船越の多くの弟子がJKAとは別の日本空手道松濤會を結成した。

### イギリス
1963年までに、原田は道場に約16人の有段者（黒帯の学生）を抱えていた。当時、パリの空手学生たちは彼のことを聞いていて招聘し航空券を買うのに十分なお金を貯めていたが原田は同行を辞退、ブラジルに戻るまでに一年の予定だった。フランスで教えた後、阿部謙四郎の招きでイギリスへ渡った。1963年11月初旬、彼は阿部の道場で空手コースを教えた。1963年11月23日、原田はロンドンで開催されている全国柔道選手権の一部として空手演武を披露した。
1960年代半ばまで、原田は英国とブリュッセルで空手を教えた。彼は1965年にKDSを設立した。原田は1967年に6か月間日本に帰国したが、彼は旅を全体的に実りの多いものとは考えていなかった。ブラジルでは道場を率いる石畑有信の交代を確認した。それ以来、原田は英国に拠点を置いている。KDSは1971年と1988年に大きな分裂を経験することになる 。
原田はまた、カナダ、エストニア、フィンランド、ジブラルタル、イスラエル、モロッコ、ポーランド、スペインや米国など、イギリス外でのクラブでも教えてきた。

### その後
1998年10月、 日本空手道松濤会が原田を東京に招待し、松濤館空手60周年記念の一環として術を披露した。2007年、空手への奉仕で大英帝国勲章を受章。クライブ・レイトンは、"Harada: Karate Master: The life and times of Mitsusuke Harada"（1997）、"Reminiscences by Master Mitsusuke Harada"（1999年、原田との共著）といった伝記作品を執筆している。
2021年2月26日、クンブランにある自宅で死去。92歳没。